# 자극성
자극성(刺戟性, 영어: irritation) 또는 자극 작용은 생물학 및 생리학에서 알레르기 또는 세포벽 손상에 대한 염증 또는 고통스러운 반응 상태이다. 자극 상태를 유발하는 자극이나 물질은 자극물(刺戟物, 영어: irritant)이다. 자극물은 일반적으로 화학적 작용제(예: 페놀 및 캡사이신)로 간주되지만 기계적, 열적(열) 및 방사성 자극(예: 자외선 또는 전리 방사선)도 자극물이 될 수 있다. 자극에는 성가신 신체적 또는 정신적 고통이나 불편함을 나타내는 비임상적 용도도 있다.
접촉성 피부염, 점막 자극, 가려움증과 같은 일부 알레르겐 노출로 인한 일부 알레르기 반응에 의해 자극이 유발될 수도 있다. 점막은 끈적끈적한 성질로 인해 알레르기 항원을 끌어당기는 점액을 방출하는 분비선을 포함하고 있기 때문에 가장 흔한 자극 부위이다.
만성 자극은 고통스러운 건강 상태가 한동안 존재했음을 나타내는 의학 용어이다. 만성 자극을 유발할 수 있는 장애는 다양하며, 대부분 피부, 질, 눈 및 폐와 관련이 있다.

## 같이 보기
- 알레르기
- 과민성
- 가려움